# JVC
Japan Victor Company (en japonés: 日本ビクター株式会社 Nihon Bikutā Kabushiki-gaisha?), conocida como JVC, es una compañía japonesa de dispositivos electrónicos para los mercados doméstico y profesional. Su sede social se encuentra en la ciudad de Yokohama, Japón y fue fundada en 1927. Sus dos grandes hitos históricos son ser la primera empresa japonesa en fabricar un televisor y el inventar el sistema de vídeo doméstico VHS.

## Historia
JVC fue fundada a finales de los años 1920 como "Victor Talking Machine Company of Japan, Limited" como la subsidiaria de la norteamericana Victor Talking Machine Company, especializada en la fabricación de gramófonos. A partir de 1930 empezó a producir discos en Japón. 
En 1932 dio comienzo su producción de receptores de radio, y en 1939 fabricó el primer televisor de Japón. 
Durante la Segunda Guerra Mundial, y debido a que Estados Unidos y Japón eran enemigos en el conflicto, la compañía cortó las relaciones con el extranjero. En 1953, entró en el accionariado de JVC la japonesa Matsushita, llegando a poseer el 53% de las acciones de la compañía y ejerciendo el control sobre la misma. Actualmente, desde el 24 de julio de 2007, entra en JVC un nuevo accionista, la empresa electrónica japonesa Kenwood, que se hace con un 17% de las acciones, lo que deja a Matsushita con un 37% de participación.
Hoy, JVC es una empresa multinacional cuyas operaciones abarcan todo el globo con más de 35.000 trabajadores. Sus tres mercados principales son Japón, Estados Unidos y Europa. 
JVC invierte grandes sumas en patrocinio de eventos culturales y deportivos. Desde 1978 todos los años apadrina el mundialmente famoso festival de producción de video Tokyo Video Festival y desde 1984 el JVC Jazz Festival, lo que le ha granjeado muy buena imagen entre los consumidores de todo el mundo.
En 1982 fue patrocinador de la FIFA, desde entonces, tuvo una presencia muy activa en dicho certamen. Su debut como patrocinador fue en la Copa Mundial de Fútbol de 1982 hasta su último patrocinio en 2002 . También en 1984 comenzó a patrocinar el campeonato europeo de fútbol promovido por la UEFA.[cita requerida]hasta su último patrocinio en la Eurocopa 2008.
En 2005, JVC se sumó a HANA, la High Definition Audio-Video Network Alliance con objeto de contribuir a fijar los estándares entre diferentes dispositivos electrónicos en la era digital.
En 2008, la empresa electrónica japonesa Kenwood compra JVC y forman JVC Kenwood Holdings.

## Cronología

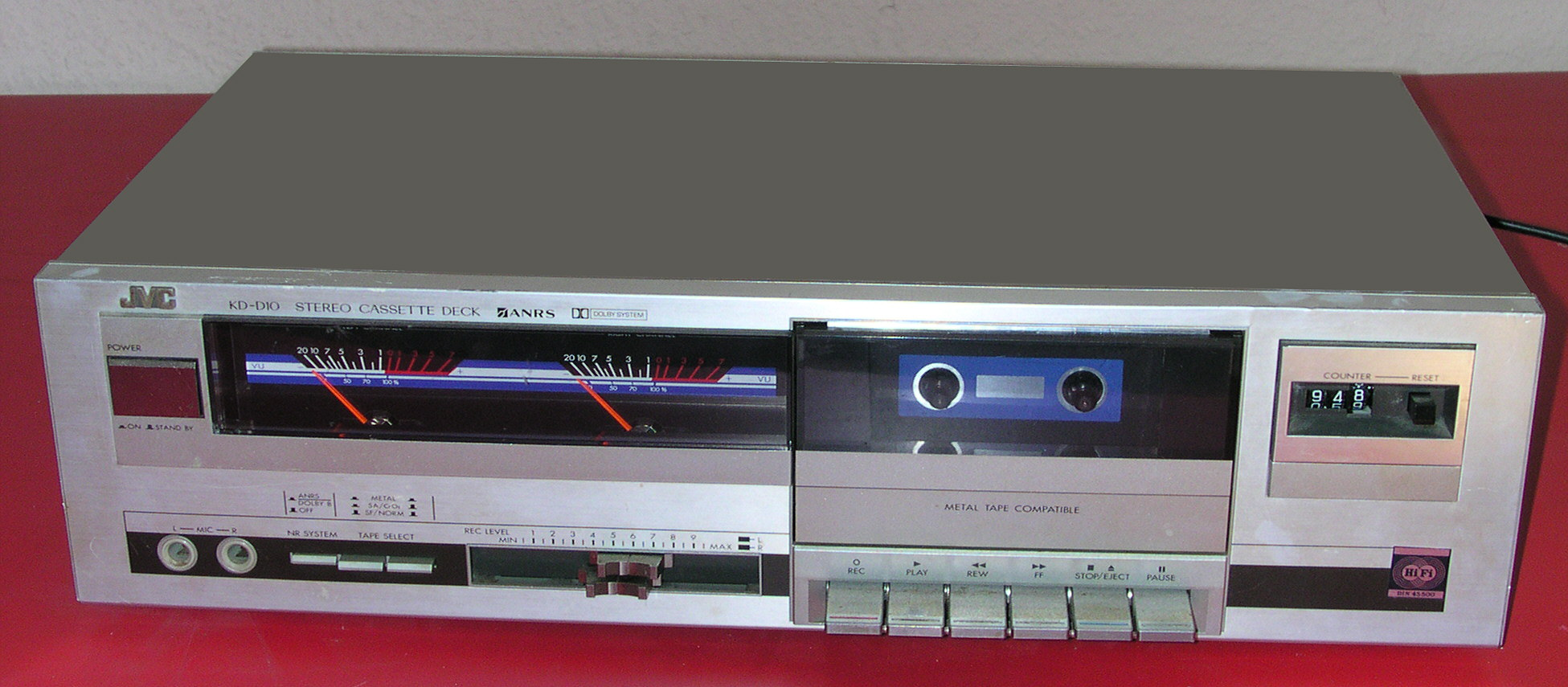
Magnetófono de JVC.

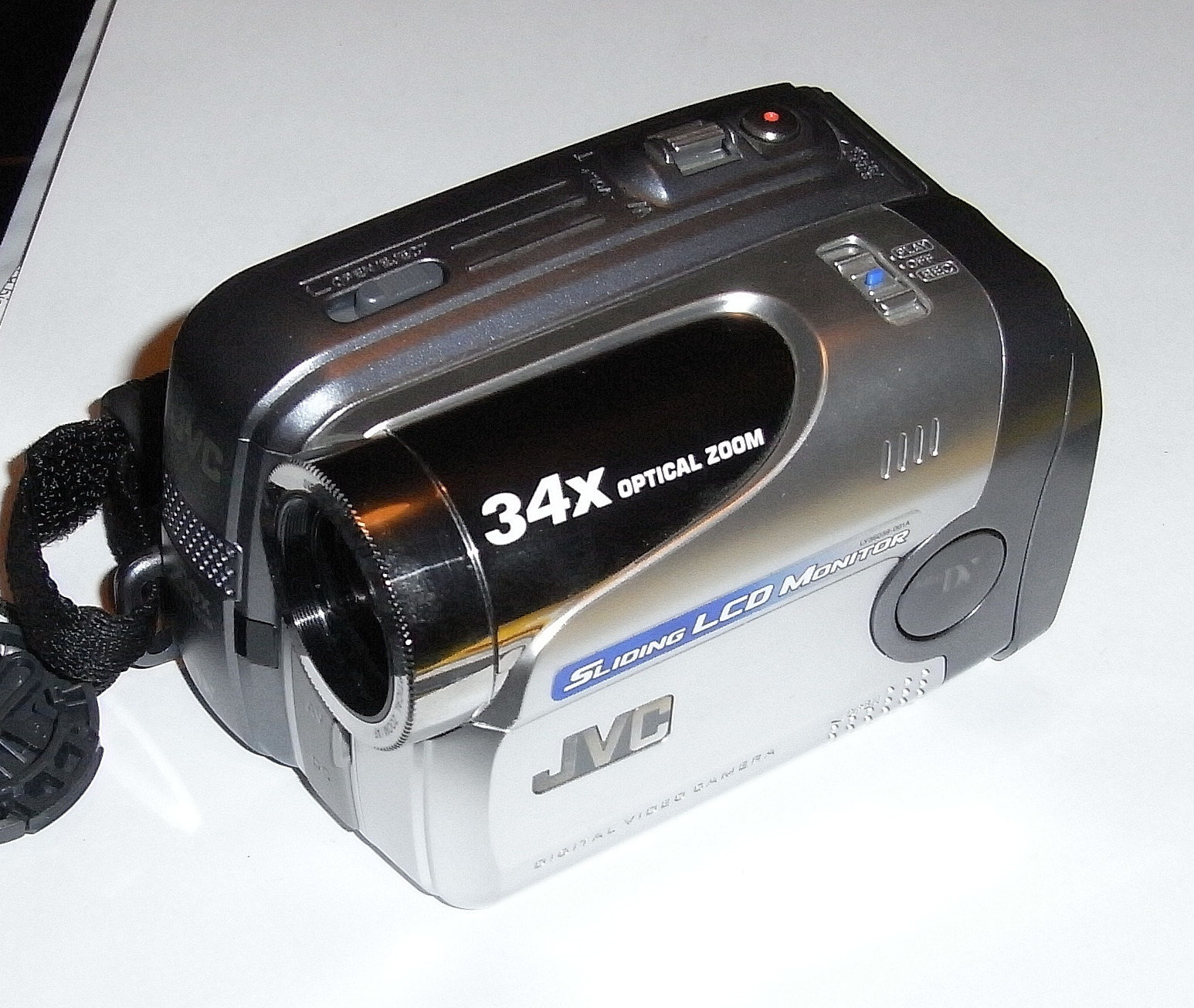
JVC GR DA20

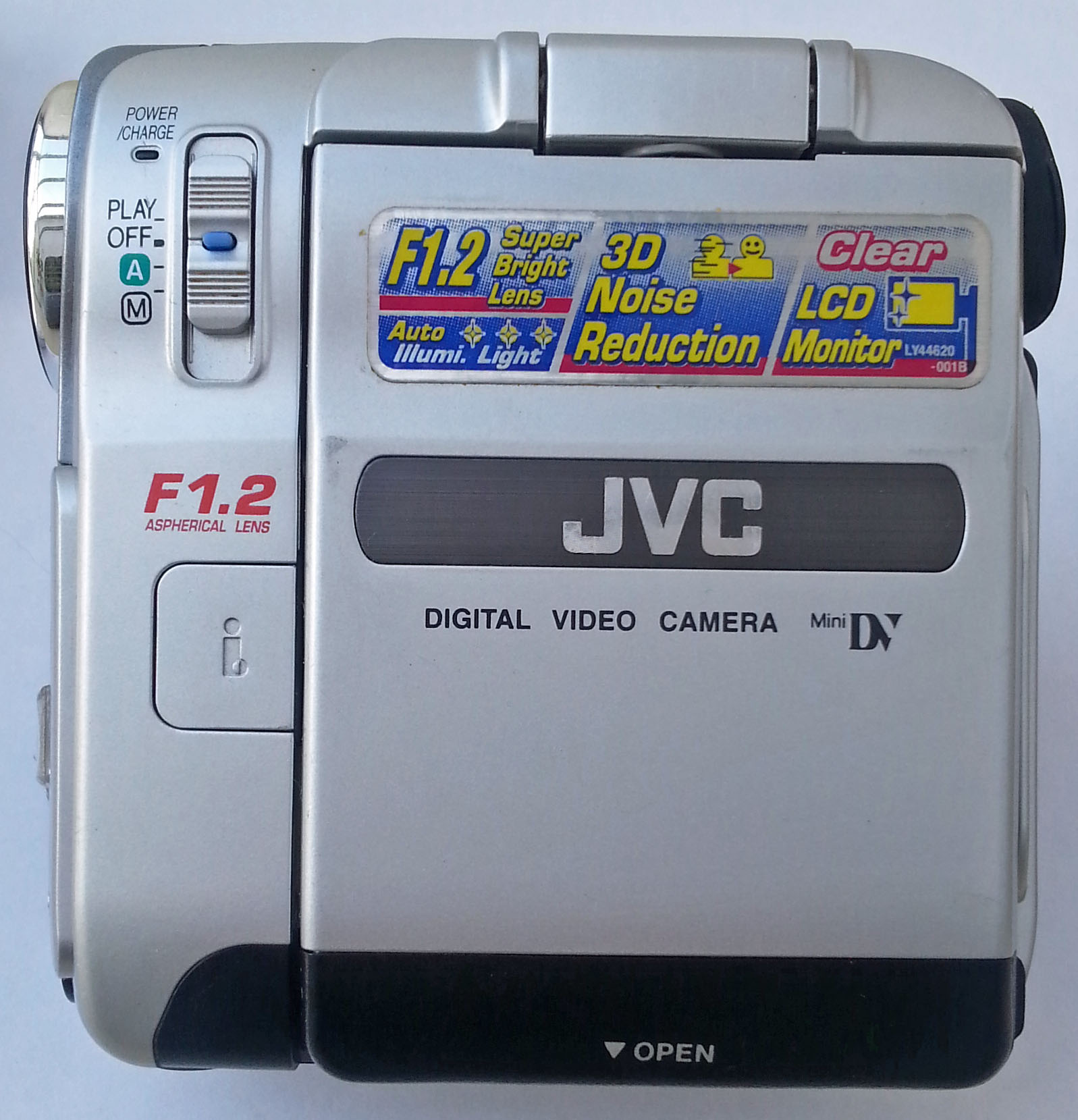
JVC GR-DX28EK

- 1954 produce el primer grabador de audio EP japonés.

- 1956 desarrolla el formato de grabación estéreo 45/45.

- 1958 se realiza la primera grabación LP estéreo 45/45 y se fabrica el primer reproductor de Japón el modelo STL-1S.

- 1960 se fabrica el primer televisor de color de JVC, el modelo 21CT-11B.

- 1963 introduce el KV-200, el grabador profesional de video más pequeño del mundo de 2-cabezas.

- 1971 introduce el CD-4, grabación estéreo de 4 canales sobre disco de vinilo.

- 1976 JVC inventa el sistema VHS de grabación de video para el mercado de consumo, y lanza al mercado los primeros HR-3300 grabadores para el mercado doméstico en 1976. El precio de salida para los mismos fue de 885 dólares. Sony lanzó el sistema Betamax un año antes, en 1975, y se convirtió de este modo en el principal competidor de JVC y sus cintas VHS. Acababa de empezar la guerra de los formatos de video domésticos donde también compitió Philips con su V2000, que se extendió durante buena parte de los años 80. JVC abrió la patente de su formato a los demás fabricantes.

- 1970 comercializa el Videosphere, un pequeño televisor portátil empotrado en un casco espacial y con un reloj alarma. Fue un gran éxito comercial, especialmente en los Estados Unidos. Fiel a su línea de innovar, en 1976, anunció el 3060, un diminuto televisor de 3 pulgadas que llevaba incorporado un reproductor de casetes.

- 1979 muestra un prototipo de su sistema de disco VHD. El sistema VHD no se implanta en el mercado, pero fue un antecedente tecnológico de los compact disc (CD) que lanzarían Sony y Philips poco tiempo después.

- 1981 patrocina al Arsenal Football Club, hasta 1999.

- 1984 presenta la GR-C1, en una sola pieza cámara/grabador en formato VHS-C.

- 1986 introduce el modelo GR-C7, el camcorder más pequeño y ligero del mundo, utilizando el formato VHS-C.

- 1987 crea el formato de video Súper VHS con un incremento notable de resolución comparado con su antecesor el VHS, consiguiendo pasar de las 240 líneas del VHS a las 400 líneas de resolución horizontal del S-VHS. El primer grabador fue el modelo HR-S7000.

- 1990 introduce en el mercado el HR-SC1000, el primer grabador de video compatible con los dos formatos de cinta VHS/VHS-C sin necesidad de adaptador mecánico.

- 1991 presenta el AV-36W1, el primer televisor de la industria que acepta multi-wide visión.

- 1993 fabrica los primeros televisores de alta definición HD. E introduce el modelo HR-W1, que es el primer grabador de video de alta definición del mundo creado para el mercado de consumo.

- 1995 presenta el GR-DV1, que se convierte en la primera cámara de vídeo de "bolsillo", en formato digital DVC.

- 1998 introduce del DLA-G10, proyector de alta definición con dispositivo D-ILA.

- 2002 presenta de los modelos AV-36/32Z1500, TV's equipados con D.I.S.T. (digital image scaling technology). Introducción de los display de plasma PD-42/35DT3.

- 2003 introduce la GR-HD1, la primera cámara de vídeo de alta definición del mundo para el mercado de consumo.

- 2004 presenta la primera videocámara de consumo del mundo con grabación en disco duro llamada "Everio" modelos GZ-MC200/MC100. Se introduce la nueva tecnología de proyección híbrida HD-ILA.

- 2005 presenta un modelo aún más avanzado, el GZ-MC500, equipado de Microdrive de 4GB, 3 CCD, 5 Megapíxeles de resolución fotográfica y ajustes manuales. Esta gama de videocámaras ha sido galardonada con los premios EISA.

- 2007 presenta la primera videocámara de consumo con grabación "Full HD 1920x1080", la Everio GZ-HD7.

- 2009 presenta una nueva gama de Videocámaras Everio y el nuevo televisor de la serie JVC Xiview.

- 2011 presenta la nueva videocámara everio con formato AVCHD.